# Paroisse Bedford
Paroisse Bedford est une paroisse dans le comté de Queens sur l'Île-du-Prince-Édouard, au Canada.
Elle contient les cantons suivants:
- Lot 35
- Lot 36
- Lot 37
- Lot 48
- Lot 49